# Turistická značená trasa 5639
 Turistická značená trasa č. 5639 měří 11,5 km; spojuje obec Krpeľany a sedlo Sedlo Príslop v pohoří Velká Fatra na Slovensku.

## Průběh trasy
Z obce Krpeľany vede značka téměř po rovině údolím do obce Nolčovo. V tomto úseku překonává mosty Krpelianský derivačný kanál a řeku Váh. Z Nolčova pokračuje po okresní silnici k ústí Veľké doliny, kterou následně vystoupá až do Sedla Príslop. Ze sedla pak vede ještě asi jeden kilometr kolem terénního výběžku po lesní asfaltové cestě, aby se napojila na hřebenovou Velkofatranskou magistrálu.
| Km   | Místo                                  | Navazující a křižující trasy     | Souřadnice                     | Nadm. výška |
| ---- | -------------------------------------- | -------------------------------- | ------------------------------ | ----------- |
| 0    | Krpeľany                               | 8638, 2722                       | 49°7′36″ s. š., 19°5′3″ v. d.  | 413 m n. m. |
| 2,2  | Nolčovo                                |                                  | 49°6′36″ s. š., 19°4′35″ v. d. | 430 m n. m. |
| 3,3  | Nad Nolčovom, priestrešok              | 8641                             | 49°6′8″ s. š., 19°5′4″ v. d.   | 450 m n. m. |
| 7,5  | Pod Brdcom, priestrešok                | 2732                             | 49°4′15″ s. š., 19°6′27″ v. d. | 680 m n. m. |
| 9,9  | Sedlo Príslop                          | 0870 (Velkofatranská magistrála) | 49°4′8″ s. š., 19°7′15″ v. d.  | 935 m n. m. |
| 11,5 | napojení na Velkofatranskou maristrálu | 0870 (Velkofatranská magistrála) | 49°4′2″ s. š., 19°7′17″ v. d.  | 970 m n. m. |

## Galerie

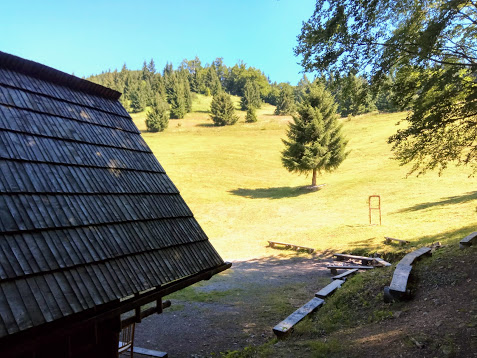
Sedlo Prislop
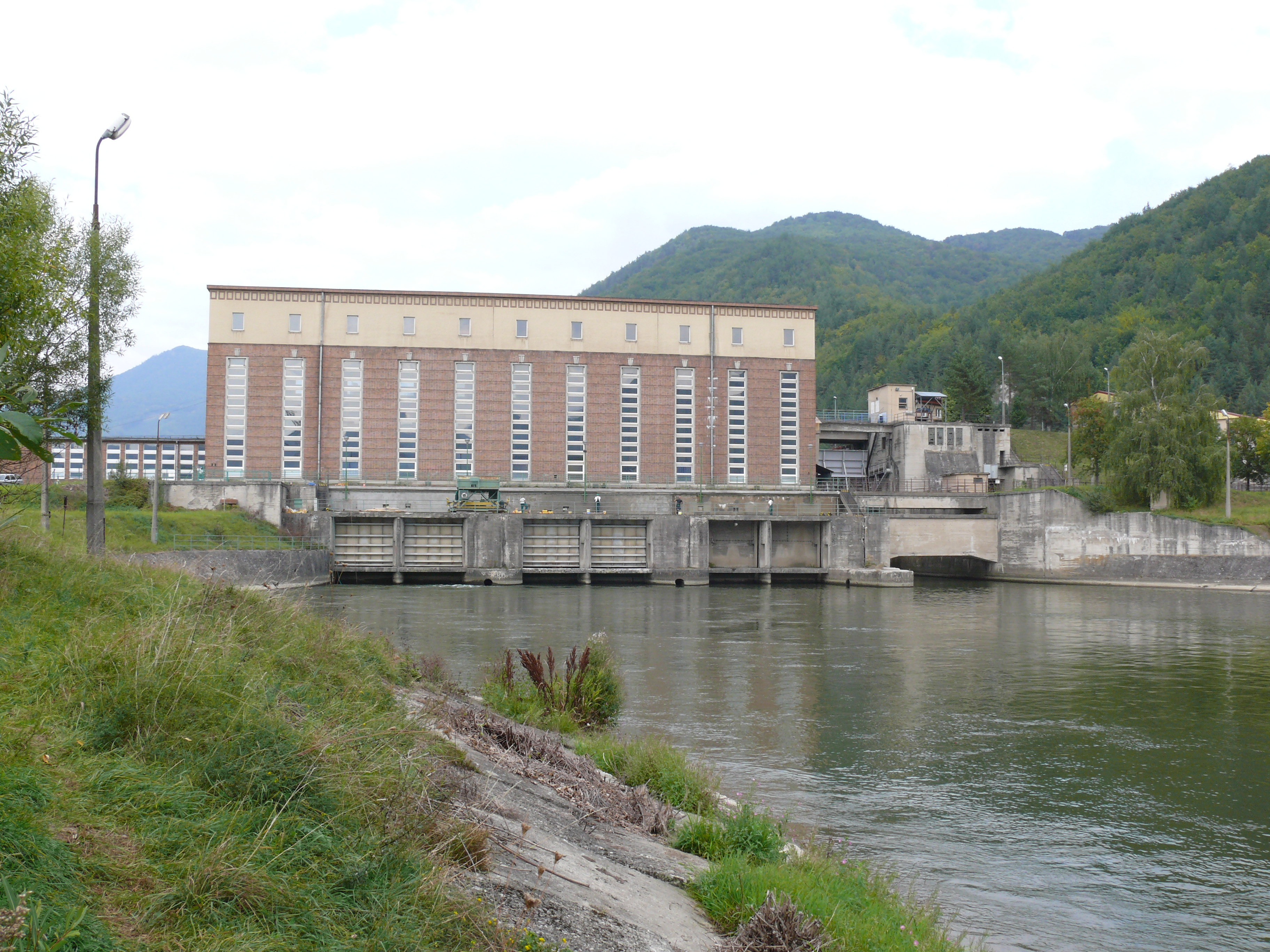
Přehrada Krpelany